# Denver Broncos 1977
La stagione 1977 dei Denver Broncos è stata la 8ª della franchigia nella National Football League, la 18ª complessiva e la prima con Red Miller come capo-allenatore.
La squadra disputò la sua miglior stagione fino a quel momento, conquistando il primo titolo della AFC West e raggiungendo i playoff per la prima volta nella sua storia. I Broncos vinsero anche le loro prime due gare nella post-season (contro due potenze della AFC di quegli anni come Pittsburgh and Oakland), qualificandosi per il Super Bowl XII, dove furono sconfitti dai Dallas Cowboys per 27–10.
L'allenatore Red Miller, al suo primo anno con la squadra, fu premiato come allenatore dell'anno e il quarterback Craig Morton fu nominato NFL Comeback Player of the Year.
La stagione 1977 di Denver è narrata nel libro di Terry Frei del 2008 77: Denver, the Broncos and a Coming of Age.

## Calendario

### Stagione regolare

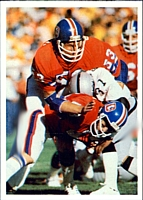
I Broncos batterono i Raiders nella finale della AFC 1977-1978 qualificandosi per il loro primo Super Bowl

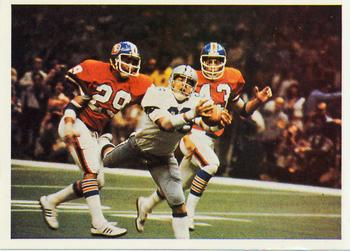
I Broncos mentre affrontano i Cowboys nel Super Bowl XII

| Stagione regolare |                       |           |                                 |        |
| Turno             | Avversario            | Result    | Stadio                          | Record |
| 1                 | St. Louis Cardinals   | V 7–0     | Mile High Stadium               | 1–0    |
| 2                 | Buffalo Bills         | V 26–6    | Mile High Stadium               | 2–0    |
| 3                 | at Seattle Seahawks   | V 24–13   | Kingdome                        | 3–0    |
| 4                 | Kansas City Chiefs    | V 23–7    | Mile High Stadium               | 4–0    |
| 5                 | at Oakland Raiders    | V 30–7    | Oakland–Alameda County Coliseum | 5–0    |
| 6                 | at Cincinnati Bengals | V 24 – 13 | Riverfront Stadium              | 6–0    |
| 7                 | Oakland Raiders       | S 14–24   | Mile High Stadium               | 6–1    |
| 8                 | Pittsburgh Steelers   | V 21–7    | Mile High Stadium               | 7–1    |
| 9                 | at San Diego Chargers | V 17–14   | San Diego Stadium               | 8–1    |
| 10                | at Kansas City Chiefs | V 14–7    | Arrowhead Stadium               | 9–1    |
| 11                | Baltimore Colts       | V 27–13   | Mile High Stadium               | 10–1   |
| 12                | at Houston Oilers     | V 24–14   | Astrodome                       | 11–1   |
| 13                | San Diego Chargers    | V 17–9    | Mile High Stadium               | 12–1   |
| 14                | at Dallas Cowboys     | S 6–14    | Texas Stadium                   | 12–2   |

### Playoff
| Playoff            |                     |           |                     |
| Turno              | Avversario          | Risultato | Stadio              |
| Divisional Playoff | Pittsburgh Steelers | V 34–21   | Mile High Stadium   |
| AFC Championship   | Oakland Raiders     | V 20–17   | Mile High Stadium   |
| Super Bowl XII     | Dallas Cowboys      | S 10–27   | Louisiana Superdome |

## Classifiche
| AFC West           | AFC West | AFC West | AFC West | AFC West | AFC West | AFC West | AFC West | AFC West | AFC West |
|                    | V        | S        | P        | %        | DIV      | CONF     | PF       | PS       | Str.     |
| ------------------ | -------- | -------- | -------- | -------- | -------- | -------- | -------- | -------- | -------- |
| Denver Broncos(1)  | 12       | 2        | 0        | .857     | 6–1      | 11–1     | 274      | 148      | S1       |
| Oakland Raiders(4) | 11       | 3        | 0        | .786     | 5–2      | 10–2     | 351      | 230      | V2       |
| San Diego Chargers | 7        | 7        | 0        | .500     | 3–4      | 6–6      | 222      | 205      | S2       |
| Seattle Seahawks   | 5        | 9        | 0        | .357     | 1–3      | 4–9      | 282      | 373      | V2       |
| Kansas City Chiefs | 2        | 12       | 0        | .143     | 1–6      | 1–11     | 225      | 349      | S6       |

## Premi
- Red Miller:

allenatore dell'anno
- Craig Morton:

comeback player of the year